# Chamaeleo gracilis
Espèce
Synonymes
- Chamaeleo burchelli Hallowell, 1842
- Chamaeleo granulosus Hallowell, 1856
- Chamaeleo simoni Boettger, 1885
- Chamaeleon etiennei Schmidt, 1919
- Chamaeleo etiennei (Schmidt, 1919)

Statut de conservation UICN

 LC  : Préoccupation mineure
Statut CITES
Chamaeleo gracilis, le Caméléon d'Afrique, est une espèce de sauriens de la famille des Chamaeleonidae.

## Description et comportements

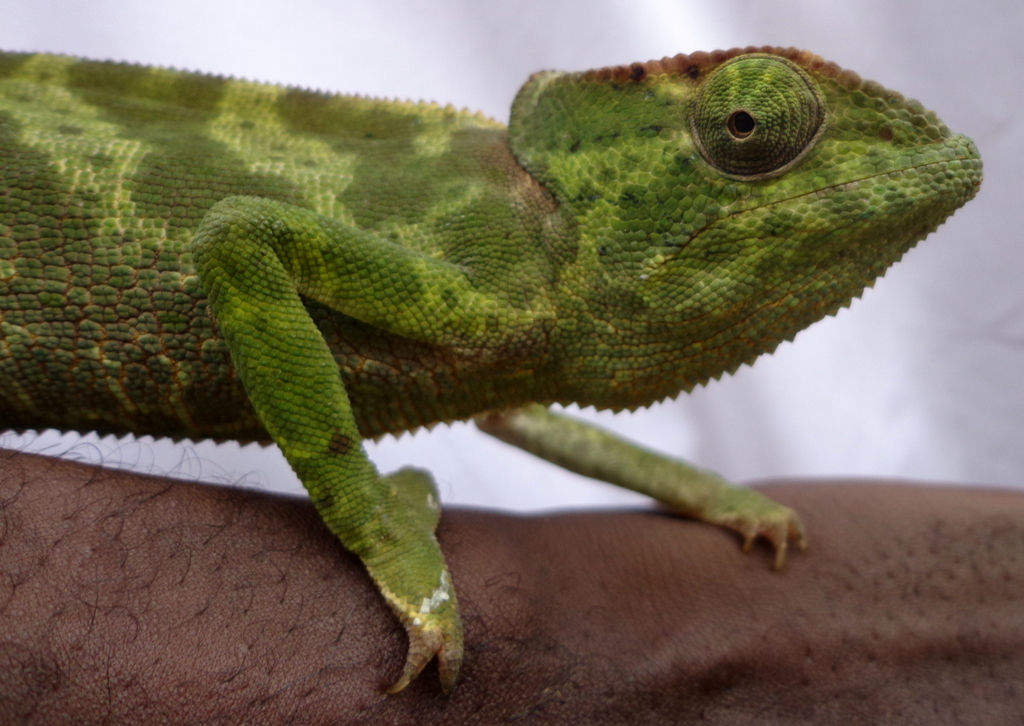
Chamaeleo gracilis

Le casque de ce caméléon est pointu vers l’arrière et son bord postérieur fait un angle aigu en vue de profil. La coloration de base est verte, avec une bande latérale blanchâtre en arrière de la base de la patte antérieure et souvent de nombreux petits points sombres plus ou moins apparents sur les côtés du corps. Cette coloration peut changer rapidement, révélant des motifs dorsaux contrastés ou virant au brun, en particulier quand l’animal est stressé,. Il peut atteindre une longueur totale jusqu’à 36 cm. Arboricole et diurne, il est également souvent observé au sol dans les villages ou sur les chemins. Comme tous les caméléons, il se déplace très lentement et se nourrit d’insectes et autres arthropodes. Il fait face quand il est dérangé, mais il mord rarement et ne présente aucun danger malgré sa mauvaise réputation auprès des populations locales.

## Répartition et habitat
Cette espèce se rencontre au Sénégal, en Gambie, en Guinée, en Sierra Leone, au Liberia, en Côte d'Ivoire, au Ghana, au Burkina Faso, au Bénin, au Nigeria, au Cameroun, au Congo-Brazzaville, en Centrafrique, au Soudan, au Soudan du Sud, en Éthiopie, en Somalie, en Ouganda, au Kenya, en Tanzanie, au Congo-Kinshasa et en Angola. Il se retrouve des savanes et forêts claires guinéennes et soudano-guinéennes. Il est particulièrement abondant en zone guinéenne mais il ne pénètre pas dans la grande forêt dense. Cela signifie, par exemple, et cela a été localement vérifié, qu’il est plus abondant dans le centre et le nord de la Côte d’Ivoire, et assez rare dans les forêts humides, plus denses, du Sud.

## Liste des sous-espèces
Selon The Reptile Database (7 juin 2012) :
- Chamaeleo gracilis etiennei Schmidt, 1919
- Chamaeleo gracilis gracilis Hallowell, 1844

## Étymologie
Son nom d'espèce, du latin gracilis, « fin », lui a été donné en référence à sa morphologie gracile.

## Publications originales
- Hallowell, 1844 : Description of a new species of Chameleon from Western African. Proceedings of the Academy of Natural Sciences of Philadelphia, vol. 1841, p. 111-115 (texte intégral).
- Schmidt, 1919 : Contributions to the Herpetology of the Belgian Congo based on the Collection of the American Congo Expedition, 1909-1915. Part I: turtles, crocodiles, lizards, and chamaeleons. Bulletin of the American Museum of Natural History, vol. 39, n. 2, p. 385-624 (texte intégral).